# Хулудао
Хулудаи (葫芦岛) град је Кини у покрајини Љаонинг. Према процени из 2009. у граду је живело 311.142 становника.

## Становништво
Према процени, у граду је 2009. живело 311.142 становника.
| 1990.   | 2000. | 2009    |
| ------- | ----- | ------- |
| 290.084 | …     | 311.142 |